# Solor

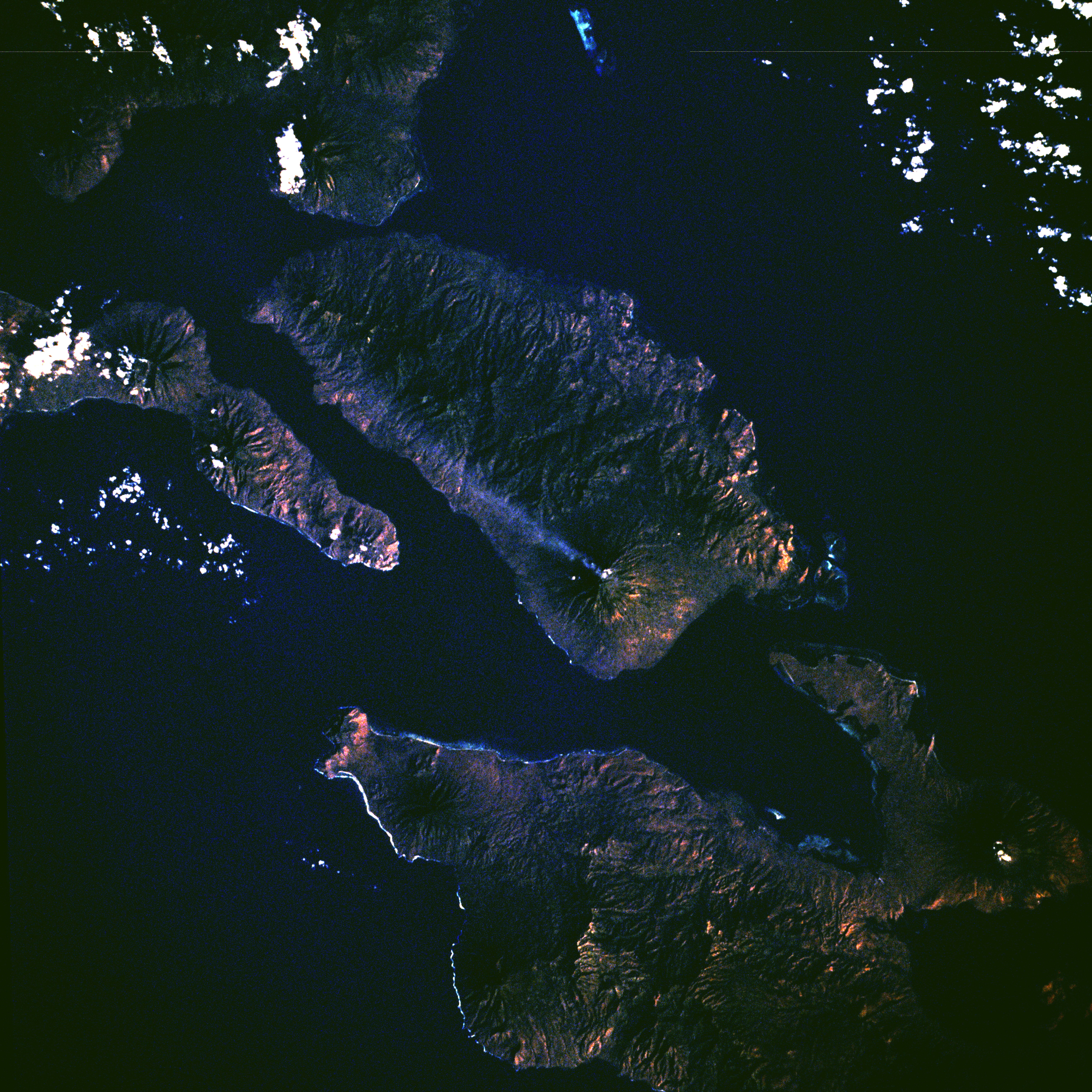
Arquipélago de Solor: ilha de Adonara (ao centro); ilha de Lomblen (em baixo); ilha de Solor (à esquerda, ao centro)

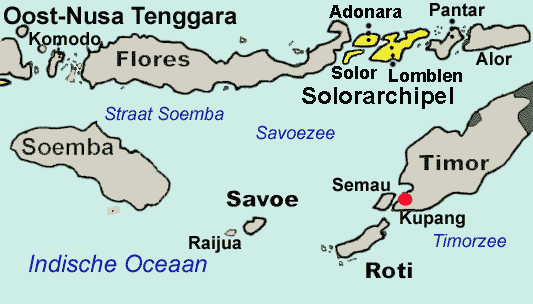
Arquipélago de Solor.

Solor é uma ilha vulcânica das Pequenas Ilhas de Sunda, na Indonésia. Dá nome a um arquipélago, situado a leste da ilha das Flores, constituído igualmente pelas ilhas de Adonara e Lomblen (ou Lembata).
Com cerca de 40 km de comprimento por 6 km de largura, tem cinco vulcões.

## História
Forças portuguesas estabeleceram-se na ilha em 1520, erguendo uma fortificação na aldeia costeira de Lamakera, no extremo leste da ilha, para apoio à navegação entre as Molucas e Malaca. A fortificação foi abandonada em meados do século XVII.